# بیدشک (شاهین‌شهر)
بیدشک، روستایی در دهستان مورچه خورت بخش مرکزی شهرستان شاهین‌شهر در استان اصفهان ایران است.

## جاذبه‌های گردشگری
این روستا در نزدیکی دامنه‌های منتهی به کوهستان کرکس از طبیعت زیبایی برخوردار بوده و در فصول گرم سال آب و هوایی دلپذیر دارد.
از جاذبه‌های مذهبی این روستا می‌توان به امامزاده پاسنجدی اشاره کرد.
سَرکَریز(قناتی است با قدمتی زیاد و آبی بسیار زلال و گوارا) و بَندِ بیدشک (آبگیر یا سدی کوچک که در گویش محلی به آن بَند می‌گویند) و دامنهٔ کوه‌های منتهی به دشتِ بیدشک بالا نیز از اماکن تفریحی و مورد توجه گردشگران است.

## مشاهیر
یکی از مشاهیر معروف این روستای می‌توان به سلطان سنگ ایران قنبر رحیمی معروف به ارباب قنبر رحیمی اشاره کرد.

## جمعیت
بر پایه سرشماری عمومی نفوس و مسکن در سال ۱۳۹۵، جمعیت این روستا برابر با ۶۲ نفر (۳۰ خانوار) بوده است.

## نگارخانه

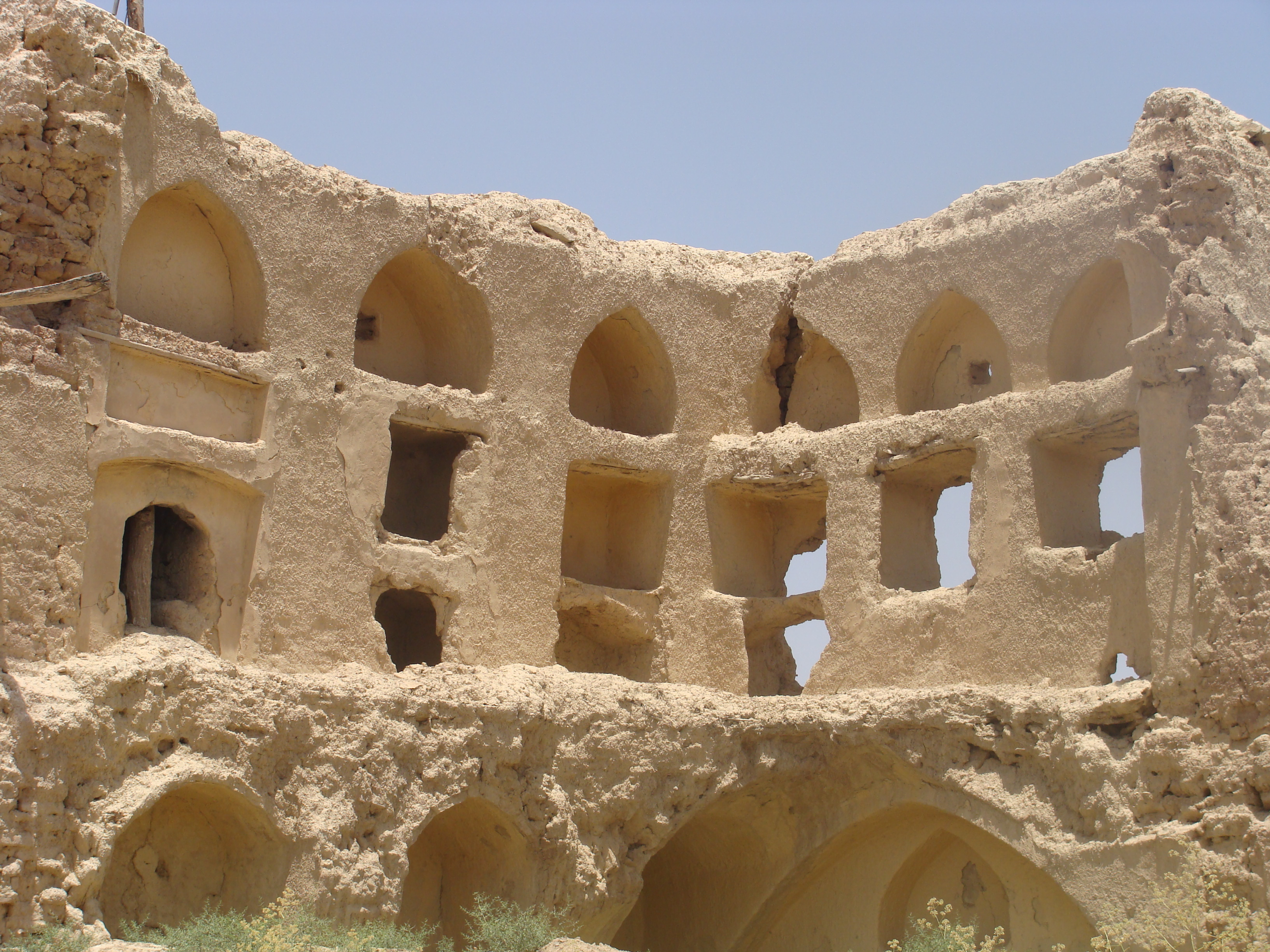
نمایی از قلعهٔ بیدشک
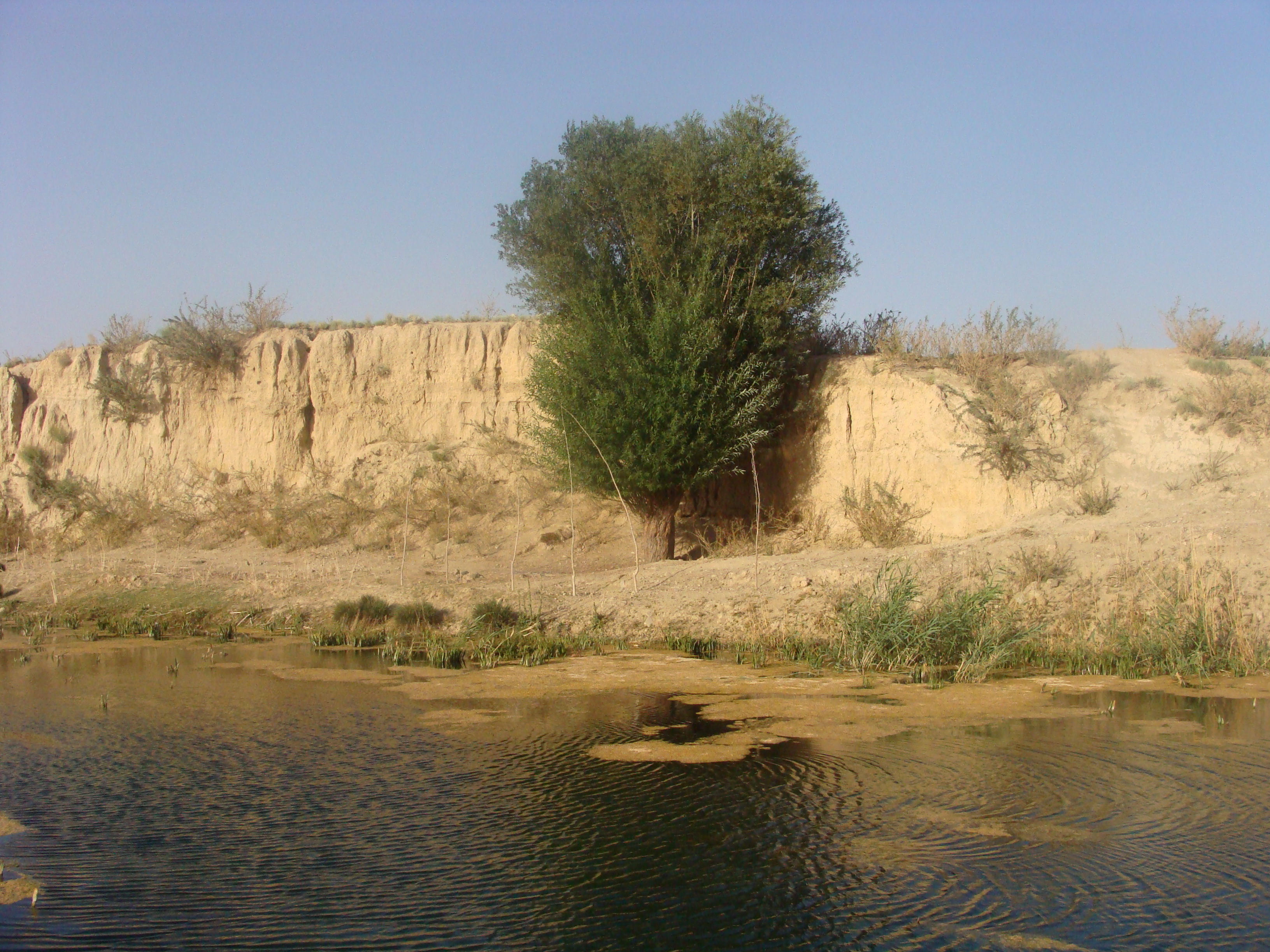
نمای زیبایی از بند بیدشک
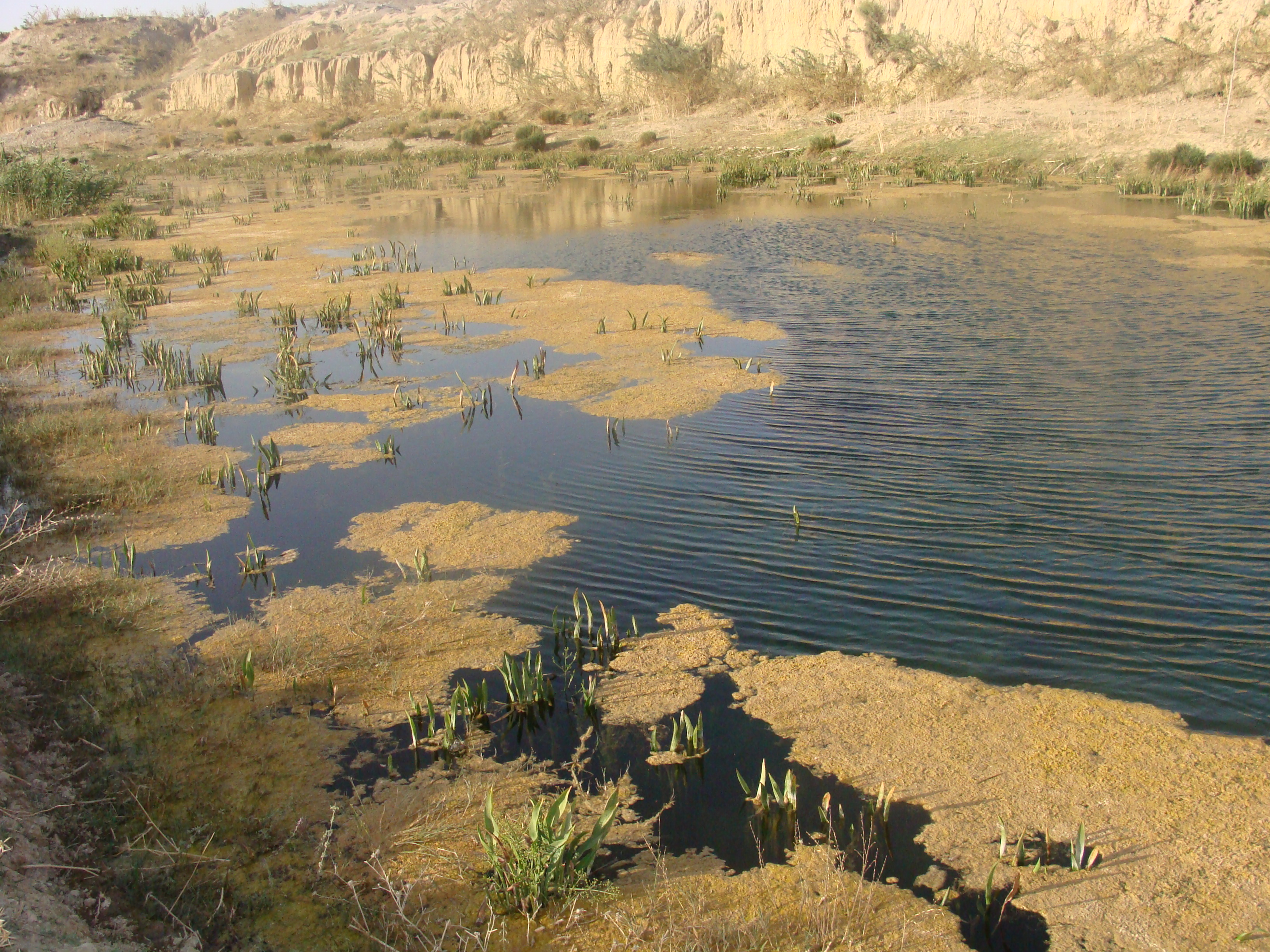
نمایی از بند بیدشک
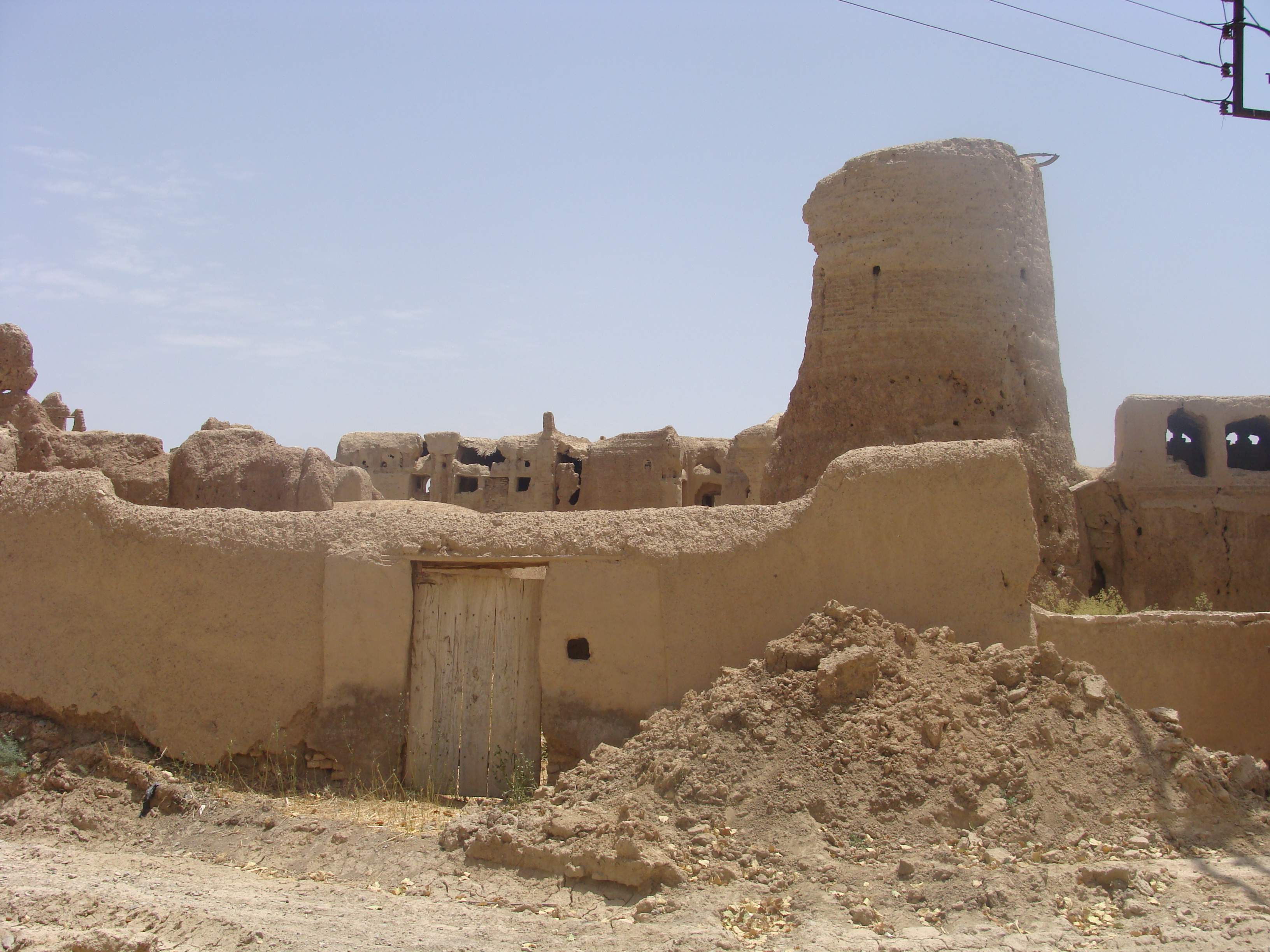
نمای بیرونی از برج قلعهٔ بیدشک
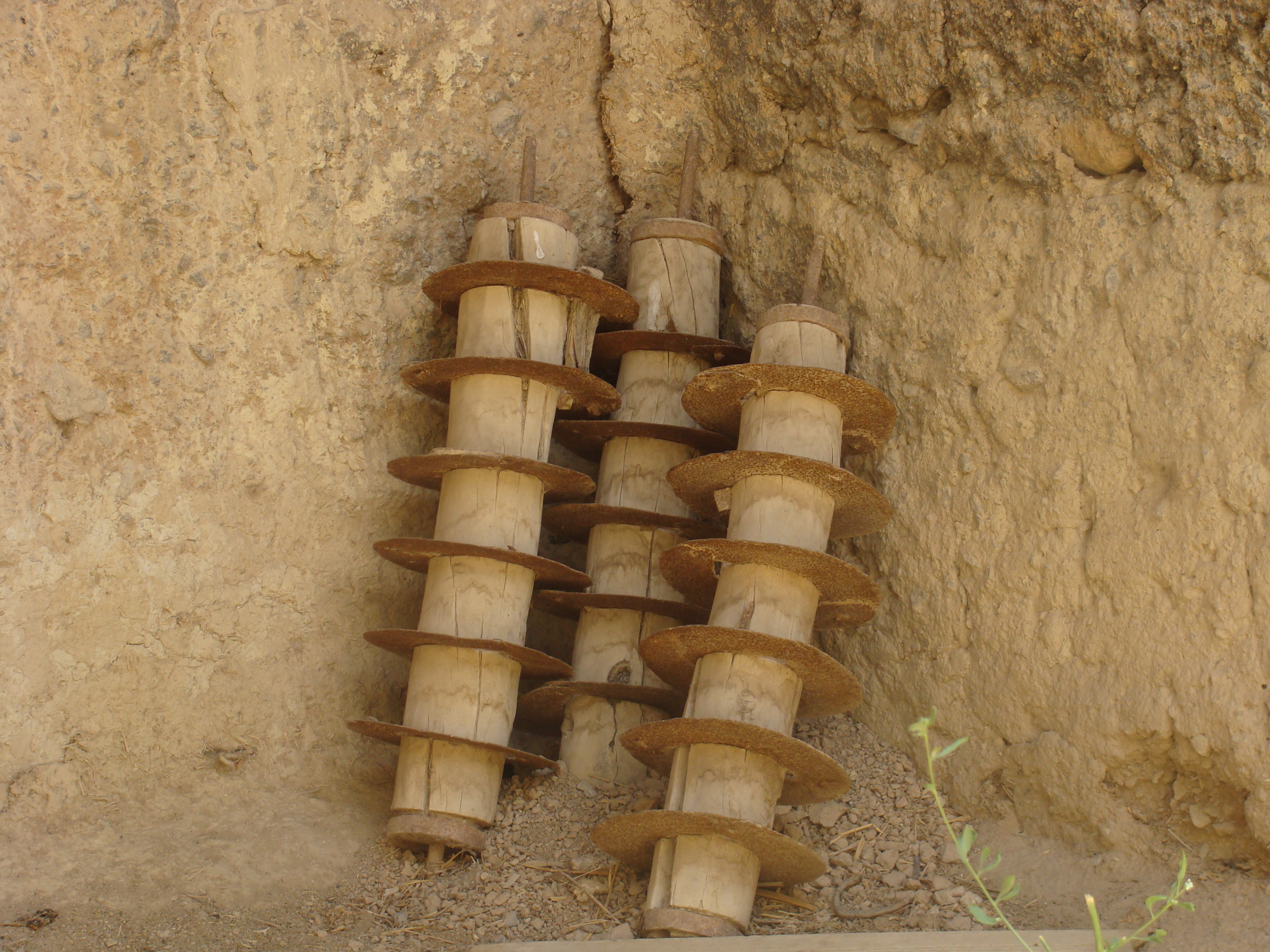
نمونه‌ای از وسایل به جا مانده در قلعه بیدشک
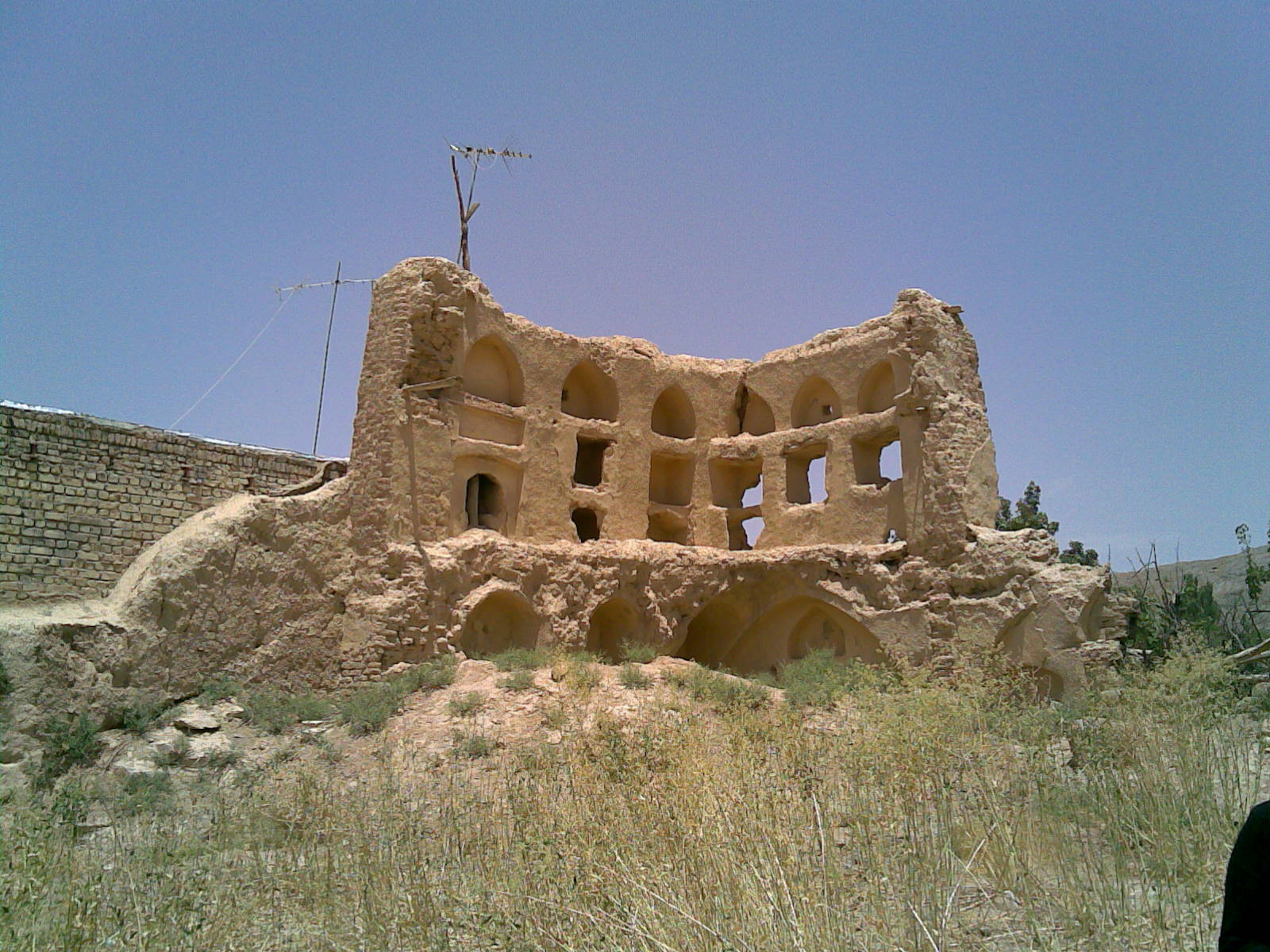
دیوار شمالی قدیمی‌ترین قلعه بیدشک